# Lucy Lúpia
Lucy Lúpia Pinel Baltasar Alves de Pinho (Rio de Janeiro, 7 de setembro de 1932 - 24 de maio de 2012) é uma farmacêutica, escritora e piloto brasileira, é a primeira mulher piloto da aviação comercial brasileira.

## Biografia
Filha de Edmundo Pereira Baltasar e de Martinha Pinel e trineta de Philippe Pinel, considerado o pai da Psiquiatria moderna.
Seguindo os passos de Anésia Pinheiro Machado, Ada Rogato e Teresa De Marzo, as três primeiras mulheres brevetadas da aviação nacional, iniciou o curso quando, ao visitar o Aeroclube de Nova Iguaçu, com marido, Sieghardt, decidiu faria o curso de piloto.
Formou-se na Universidade Federal do Rio de Janeiro, em Farmácia, exercia funções no Hospital dos Servidores do Estado. Inicialmente faria o curso para pilotar só por esporte. No entanto, o interesse e o talento permitiram ir além e iniciou então o processo de qualificação.

## Carreira
Os cursos foram concluídos em apenas 3 meses e a Lucy foi aprovada nos testes de aptidão física, teórica e prática. Conquistou com isso o brevê (licença) de piloto privado, tendo sido a primeira mulher no país a realizar o feito. Deu continuidade aos cursos no Aeroclube e completou a carga horária necessária de 200 horas; uma nova etapa, de 250 horas de voo, das quais 40 de são navegação (viagens), foram concluídas com o objetivo de qualificar-se como instrutora de pilotagem elementar. Realizou os exames teóricos e práticos em duas aeronaves diferentes; as manobras de voo, exigiam algumas acrobacias e foram relizadas com as aeronaves Paulistinha P-56 e no Fairchild PT-19. Lucy poderia ao final até ser contratada pela Escola Livre de Aviação, mas a Escola encerrou as atividades .
Habilitada pelos testes e com o brevê em mãos, em 1973, realizou com sucesso os testes teóricos e de capacidade física para piloto de helicóptero, seria novamente a primeira mulher aprovada nas categorias privado e comercial. No entanto, o alto custo das horas exigidas para os voos de exame prático, impediram-na de exibir mais este certificado na busca de um emprego. A falta deste certificado permitiu voar por alguns anos sem vínculo de emprego em várias empresas, como a Pluma Táxi Aéreo (Rio de Janeiro) e outras em São Paulo, Minas Gerais e em Brasília. Foi em 8 de Julho de 1970, no bimotor Twinm Bonnanza, de propriedade da Construtora Brasil (Belo Horizonte), foi realizado o primeiro voo comercial ao lado do então comandante Dornelles.
O curso na Embraer, em São José dos Campos e tornou-se a primeira comandante de Bandeirante.
Casou-se novamente em 1981 e iniciou uma segunda Faculdade, de Direito.

## Voos
Destacam-se os voos em 16 aviões monomotores, 18 bimotores e no turbo-hélice Bandeirante (EMB 110). De São Paulo ao Rio, e vice-versa, pilotou várias aeronaves do DAC. Uma delas, o Ypiranga PP-TJR, fez a última viagem pois seria levado para o Museu Aeroespacial (Campo dos Afonsos) (RJ) onde está até hoje exposto.

## Obras
- Eu Quero Voar - o retrato do preconceito (1979)
- A história de Philippe Pinel (1984)
- Voo proibido: os apuros de uma pioneira (1992)
- Sobrevivente: saga da primeira piloto de linha aérea (2003)
- Sua majestade, o Q.I.: a realidade do mundo da aviação (2007)